# Căldăraru
Căldăraru è un comune della Romania di 2 627 abitanti, ubicato nel distretto di Argeș, nella regione storica della Muntenia.
Il comune è formato dall'unione di 3 villaggi: Burdea, Căldăraru e Strâmbeni.
Il più vecchio documento relativo al territorio comunale è un atto di Petru I cel Tânăr dell'11 giugno 1565, con cui certifica le proprietà immobiliari del suo cancelliere Ivan nel villaggio di Burdea.